# Rudolf Steiner (1907–1996)
Rudolf Steiner (ur. 24 stycznia 1907 w Temeszwarze, zm. 12 listopada 1996) – rumuński piłkarz, reprezentant kraju.

## Kariera klubowa
Steiner urodził się w Temeszwarze, dzisiejszej Timișoarze. Jego bratem był Adalbert Steiner, także reprezentant Rumunii, uczestnik Mistrzostw Świata 1930.
W 1926 został zawodnikiem Chinezul Timișoara, a od sezonu 1926/27 został włączony do drużyny seniorów Chinezulu. W pierwszym sezonie gry w seniorach zdobył mistrzostwo Rumunii. W mistrzowskim sezonie 15 razy zagrał dla Chinezulu, raz wpisując się na listę strzelców.
Zawodnikiem Chinezulu był do 1932. Po odejściu z klubu zakończył karierę piłkarską.
| Sezon   | Klub               | Kraj    | Rozgrywki           | Mecze | Bramki |
| ------- | ------------------ | ------- | ------------------- | ----- | ------ |
| 1926/27 | Chinezul Timișoara | Rumunia | Mistrzostwa Rumunii | 15    | 1      |
| 1927/28 | Chinezul Timișoara | Rumunia | Mistrzostwa Rumunii |       |        |
| 1928/29 | Chinezul Timișoara | Rumunia |                     |       |        |
| 1929/30 | Chinezul Timișoara | Rumunia |                     |       |        |
| 1930/31 | Chinezul Timișoara | Rumunia |                     |       |        |
| 1931/32 | Chinezul Timișoara | Rumunia |                     |       |        |

## Kariera reprezentacyjna
Karierę reprezentacyjną rozpoczął 7 maja 1926 meczem przeciwko Turcji, który Rumunia wygrała 3:1. Na przełomie lat 1926–1928 zagrał w trzech meczach towarzyskich rozgrywanych w ramach Pucharu Króla Aleksandra. Po raz ostatni w reprezentacji zagrał 6 maja 1928 w meczu przeciwko Jugosławii przegranym 1:3.
W 1930 roku został powołany na Mistrzostwa Świata w Urugwaju. Na turnieju nie zagrał w żadnym spotkaniu, a Rumunia odpadła po fazie grupowej. Łącznie w latach 1926–1928 Steiner zagrał w 5 spotkaniach reprezentacji Rumunii.
| Mecze i gole w reprezentacji | Mecze i gole w reprezentacji | Mecze i gole w reprezentacji | Mecze i gole w reprezentacji | Mecze i gole w reprezentacji | Mecze i gole w reprezentacji | Mecze i gole w reprezentacji |
| #                            | Data                         | Miasto                       | Przeciwnik                   | Gol                          | Wynik                        | Rozgrywki                    |
| ---------------------------- | ---------------------------- | ---------------------------- | ---------------------------- | ---------------------------- | ---------------------------- | ---------------------------- |
| 1.                           | 07.05.1926                   | Stambuł                      | Turcja                       |                              | 3:1                          | towarzyski                   |
| 2.                           | 03.10.1926                   | Zagrzeb                      | Jugosławia                   |                              | 3:2                          | Puchar Króla Aleksandra      |
| 3.                           | 10.05.1927                   | Bukareszt                    | Jugosławia                   |                              | 0:3                          | Puchar Króla Aleksandra      |
| 4.                           | 15.04.1928                   | Arad                         | Turcja                       |                              | 4:2                          | towarzyski                   |
| 5.                           | 06.05.1928                   | Belgrad                      | Jugosławia                   |                              | 1:3                          | Puchar Króla Aleksandra      |

## Sukcesy
Chinezul Timișoara
- Mistrzostwo Liga I (1): 1926/27